# Radomir Samardžić
Radomir Samardžić –en serbio, Радомир Самарџић– (17 de junio de 1978) es un deportista serbio que compitió en taekwondo. Ganó una medalla de bronce en el Campeonato Europeo de Taekwondo de 2008, en la categoría de –84 kg.

## Palmarés internacional
| Campeonato Europeo | Campeonato Europeo | Campeonato Europeo | Campeonato Europeo |
| Año                | Lugar              | Medalla            | Categoría          |
| ------------------ | ------------------ | ------------------ | ------------------ |
| 2008               | Roma (Italia)      | Medalla de bronce  | –84 kg             |